# Poiana Crucii
Poiana Crucii este o arie protejată de interes național ce corespunde categoriei a IV-a IUCN (rezervație naturală de tip floristic) situată în județul Dâmbovița, pe teritoriul administrativ al comunei Moroeni.

## Localizare
Aria naturală cu o suprafață de 0,50 hectare se află în Munții Bucegi, în extremitatea nordică a județului Dâmbovița, aproape de limita teritorială cu județul Prahova.

## Descriere

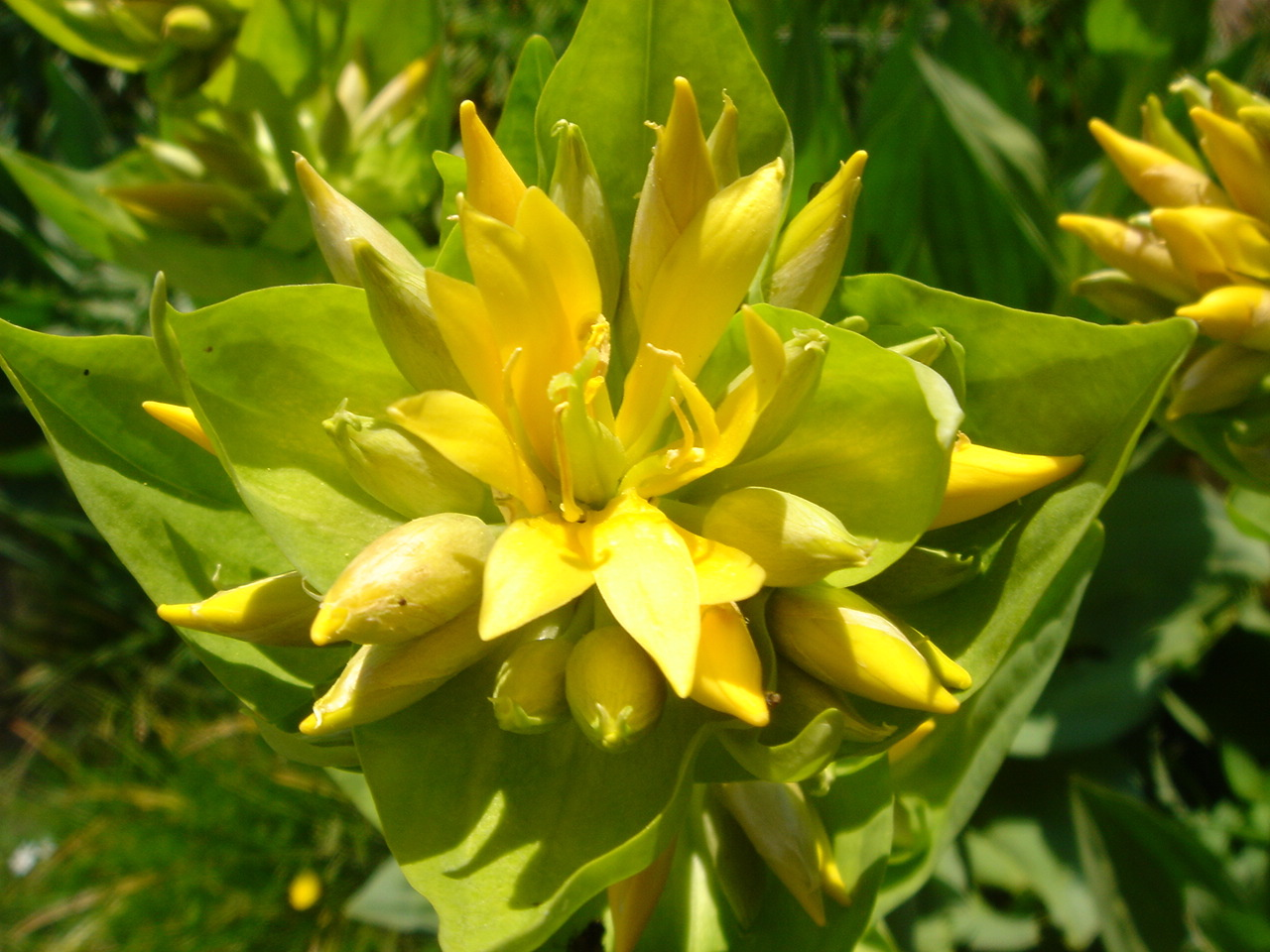
Genţiană galbenă (Gentiana lutea)

Rezervația naturală a fost declarată arie protejată prin Legea Nr.5 din 6 martie 2000 (privind aprobarea Planului de amenajare a teritoriului național - Secțiunea a III-a - zone protejate) și se suprapune zone protejate Peștera - Cocora (Valea Horoabei - Cocora), rezervație naturală inclusă în Parcul Natural Bucegi.
Aria protejată reprezintă o pajiște montană la poalele Munților Bucegi, ce adăpostește o mare varietate floristică de specii ierboase rare, printre care ghințură galbenă (Gentiana lutea) sau păiuș roșu (Festuca rubra).